# White Airways
A White Airways é uma operador aéreo português, pertencente ao grupo Omni Aviation SGPS, dedicada à aviação charter e ao arrendamento de aeronaves em ACMI/Wetlease, licenciada e certificada segundo as normas nacionais e europeias para o transporte aéreo não regular de passageiros e carga. A sua sede localiza-se na freguesia de Porto Salvo, concelho de Oeiras.
Desde 27 de Março de 2016 que a White Airways opera 8 aviões ATR-72 ao serviço da TAP Express (subsidiária da TAP Air Portugal) nos voos da Ponte Aérea Lisboa-Porto e em outros destinos espanhóis. Após 2023, a White perdeu o seu contrato ACMI com a TAP, tendo assim retirado todos os ATR72 da sua frota para cortar custos.

## Frota

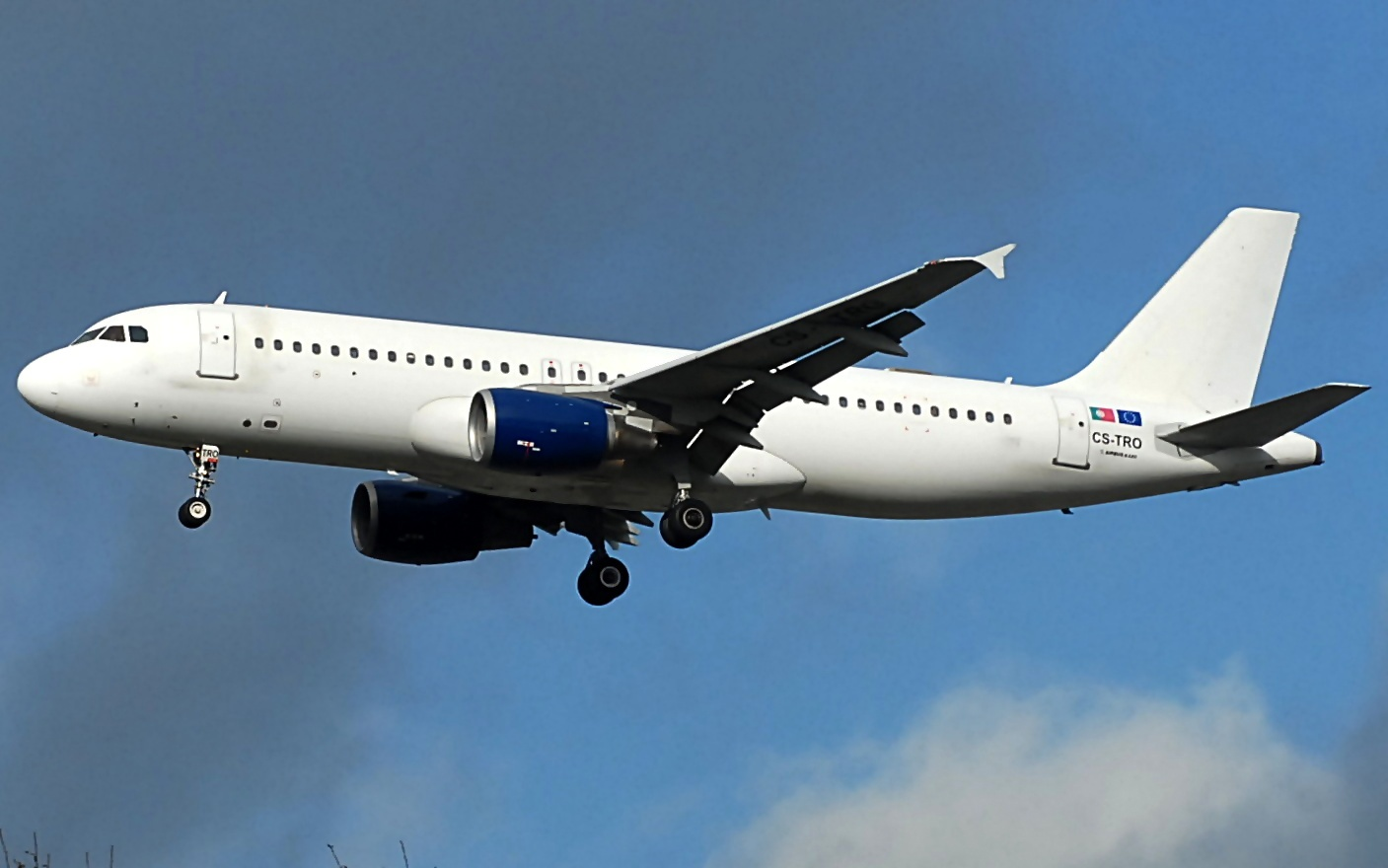
Airbus A320-200

Em Janeiro de 2025, a frota da White Airways é formada por :
| Aircraft        | Total | Orders | Passengers | Passengers | Passengers | Passengers | Notes  |
| Aircraft        | Total | Orders | F          | J          | Y          | Total      | Notes  |
| --------------- | ----- | ------ | ---------- | ---------- | ---------- | ---------- | ------ |
| Airbus A320-200 | 1     | —      | 0 0        | 0 0        | 180 186    | —          | CS-TSY |
| Total           | 1     | —      |            |            |            |            |        |